# Astro Boy (videogioco 2004)
Astro Boy è un videogioco d'azione pubblicato da SEGA per PlayStation 2. Sviluppato da Sonic Team, si basa sulla serie animata Astro Boy del 2003, a sua volta tratta dall'omonimo manga di Osamu Tezuka del 1952.
Il gioco fu distribuito in Giappone il 18 aprile 2004, in Nord America il 17 agosto 2004, in Europa l'11 febbraio 2005, e in Australia il 23 febbraio 2005.

## Accoglienza
| Testata                   | Giudizio |
| ------------------------- | -------- |
| Famitsū                   | 28/40    |
| Game Informer             | 5,5/10   |
| GameSpot                  | 4,9/10   |
| IGN                       | 4/10     |
| Electronic Gaming Monthly | 4,33/10  |

Il gioco fu un insuccesso di critica, con un punteggio di 54 su Metacritic e uno di 57,64% su GameRankings.